# Gwen Torrence
Gwendolyn Lenna „Gwen” Torrence (ur. 12 czerwca 1965 w Atlancie) – amerykańska lekkoatletka (sprinterka), wielokrotna mistrzyni olimpijska i mistrzyni świata.

## Najważniejsze osiągnięcia
W swej karierze zdobyła łącznie 13 medali igrzysk olimpijskich i mistrzostw świata na stadionie, w tym 6 złotych.

### Igrzyska Olimpijskie
- Barcelona 1992 – 200 m
- Barcelona 1992 – 4 × 100 m
- Atlanta 1996 – 4 × 100 m
- Barcelona 1992 – 4 × 400 m
- Atlanta 1996 – 100 m

### Mistrzostwa świata
- Stuttgart 1993 – 4 × 100 m
- Göteborg 1995 – 100 m
- Göteborg 1995 – 4 × 100 m
- Tokio 1991 – 100 m
- Tokio 1991 – 200 m
- Stuttgart 1993 – 200 m
- Stuttgart 1993 – 4 × 100 m
- Stuttgart 1993 – 100 m